# 小島佑太 (ラグビー選手)
小島 佑太（こじま ゆうた、1996年11月8日 - ）は、日本出身のラグビーユニオン選手。2025年現在ジャパンラグビーリーグワンに参戦する浦安D-Rocksに所属している。

## プロフィール
- 京都府出身[1]。
- ポジションはロック(LO)。
- 身長: 188 cm、体重: 110 kg
- ニックネームはドンファン。
- 関西学生代表に2年連続で選抜されたことがある[2]。

## 略歴
2015年、洛北高校卒業後、立命館大学に入る。
2019年、立命館大学卒業後、NTTドコモレッドハリケーンズ(現・レッドハリケーンズ大阪)に加入。
2020年2月22日にジャパンラグビートップリーグ第6節パナソニック ワイルドナイツ戦に先発出場で公式戦初出場を果たす。
2021年トップリーグ最後のシーズンは7戦にすべて出場。
2020-2021: NTTドコモレッドハリケーンズチームシーズンアワード選出
2022年7月、NTT再編に伴う新チーム浦安D-Rocks選手スコッドに選ばれた。